# Dowhopillja
Dowhopillja (ukrainisch Довгопілля; russisch Долгополье Dowgopolje, rumänisch Câmpulung pe Ceremuş / Câmpulung Rusesc, deutsch bis 1918 Russisch Dolhopole, polnisch Dołhopol) ist ein Dorf in den Ostkarpaten im Westen der ukrainischen Oblast Tscherniwzi mit etwa 1200 Einwohnern (2004).

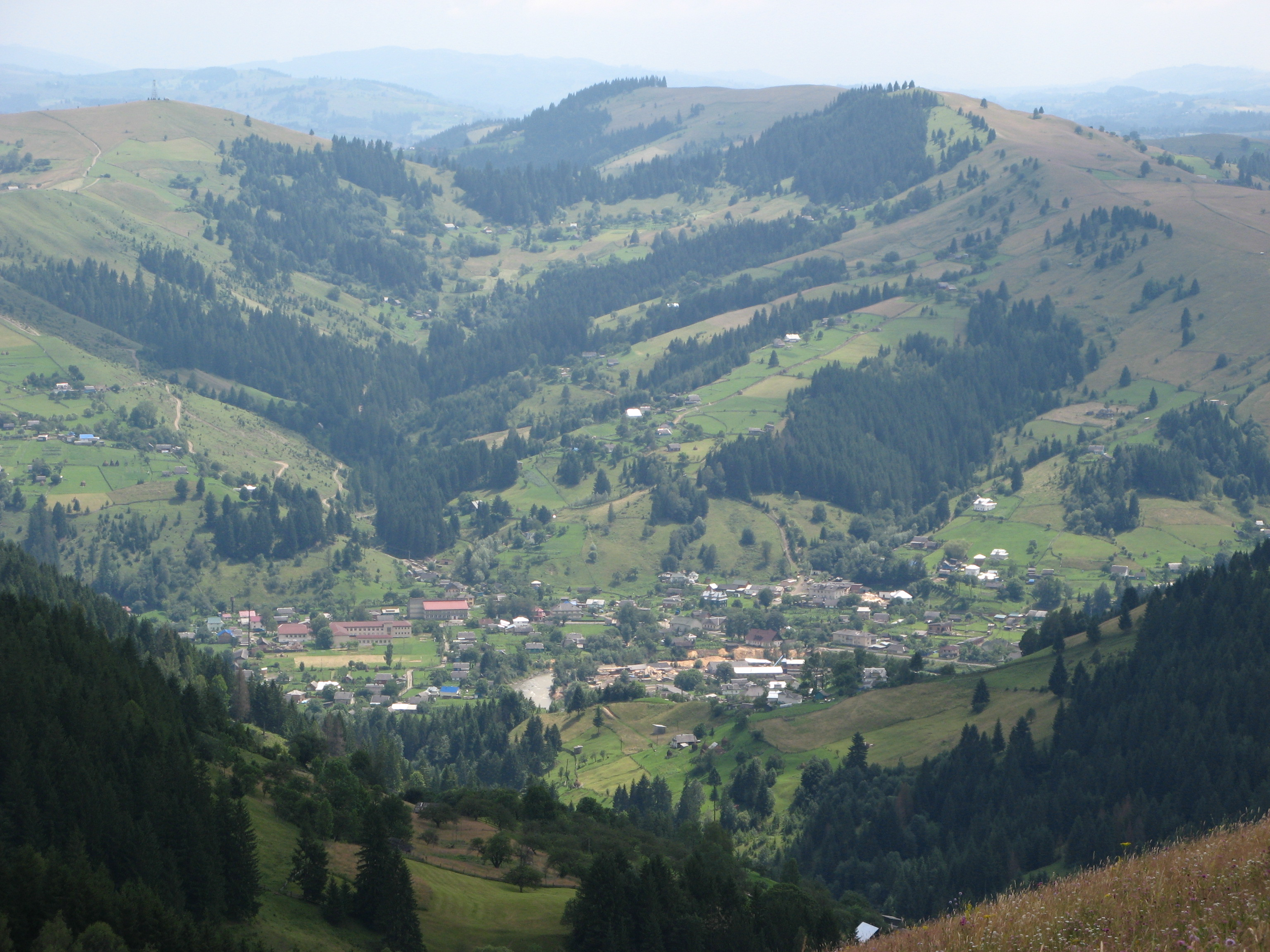
Dowhopillja im Tal des Bilyj Tscheremosch

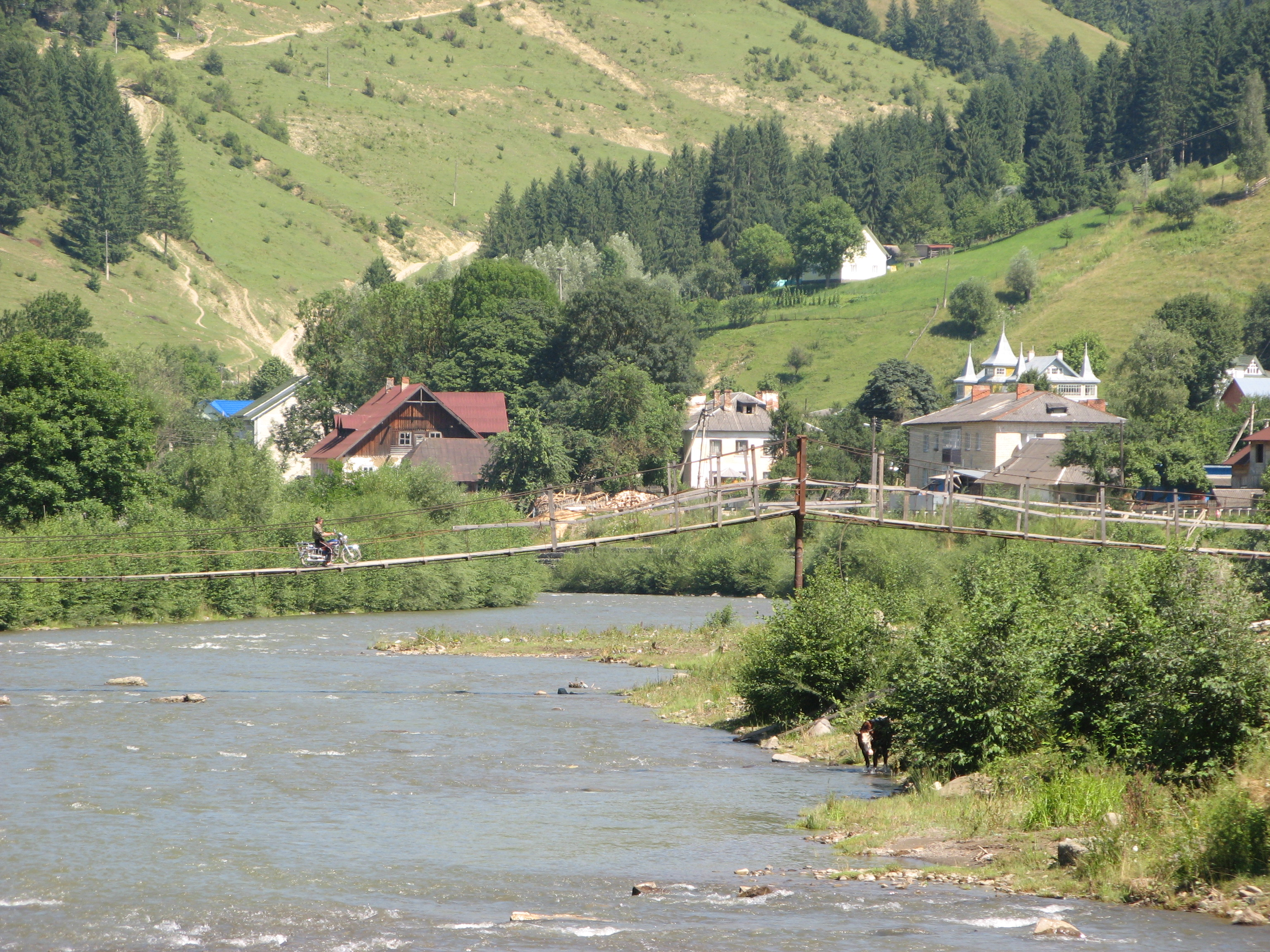
Der Bilyj Tscheremosch in Dowhopillja

Die Ortschaft liegt auf 531 m Höhe im Tal des Bilyj Tscheremosch („Weißer Tscheremosch“) in der historischen Landschaft Bukowina an der Grenze zu Galizien. Das Dorf befindet sich etwa 13 km nordwestlich vom ehemaligen Rajonzentrum Putyla und etwa 110 km südwestlich vom Oblastzentrum Czernowitz. Auf dem gegenüberliegenden Flussufer des Bilyj Tscheremosch liegt das Dorf Dowhopole in der Oblast Iwano-Frankiwsk.
Am 26. Januar 2017 wurde das Dorf ein Teil der neu gegründeten Landgemeinde Konjatyn im Rajon Putyla, bis dahin bildete es zusammen mit den Dörfern Hreblyna (Греблина), Plyta (Плита) und Stebni die Landratsgemeinde Dowhopillja (Довгопільська сільська рада/Dowhopilska silska rada) im Norden des Rajons.
Seit dem 17. Juli 2020 ist der Ort ein Teil des Rajons Wyschnyzja.

## Persönlichkeiten
- Marija Romanowytsch (1852–ca. 1933), Schauspielerin und Operettensängerin